# Frits Ruimschotel
Albert Frits Ruimschotel, född 22 februari 1922 i Pangkal Pinang, död 28 maj 1987 i Utrecht, var en nederländsk vattenpolospelare. Han representerade Nederländerna vid olympiska sommarspelen 1948 i London.
Ruimschotel spelade sju matcher och gjorde åtta mål i den olympiska vattenpoloturneringen 1948.